# Kościół św. Maksymiliana w Koninie
Kościół świętego Maksymiliana w Koninie – rzymskokatolicki kościół parafialny należący do parafii pod tym samym wezwaniem (dekanat koniński III diecezji włocławskiej).
Jest to pierwsza świątynia wzniesiona na terenie tzw. Nowego Konina, na terenie dawnej wsi Czarków. Jest również pierwszym w Polsce kościołem pod wezwaniem Maksymiliana Kolbego, beatyfikowanego w 1971.

## Opis obiektu
Jest to świątynia wzniesiona z cegły, kamienia i elementów żelbetonowych. Nad płaskim stropodachem znajduje się 44-metrowa quasi-wieża w formie żagla, zwieńczona krzyżem. Dolną kondygnację kościoła tworzą: kaplica, sale zaplecza duszpasterskiego, zakrystia, zaplecze techniczne, wentylatornia, węzeł cieplny i warsztaty. Górna, jednonawowa kondygnacja to kościół o powierzchni 1600 metrów kwadratowych. Filary i posadzka są wyłożone marmurem. Sufit jest wyłożony drewnem – jodłą syberyjską i został zaprojektowany przez Janusza Tofila. W prezbiterium jest umieszczona ściana główna ozdobiona mozaiką przedstawiającą męczeństwo św. Maksymiliana Kolbego. Na ścianach bocznych znajduje się Droga Krzyżowa – wszystko to zaprojektował i wykonał ksiądz Tadeusz Furdyna, salezjanin.

## Historia
W lutym 1971 roku, po tzw. wydarzeniach grudniowych i zmianie ekipy rządzącej w Polsce, uzyskano zgodę na budowę kościoła filialnego parafii św. Wojciecha w Koninie-Morzysławiu.
Zadania jego budowy (w której wsparcie włączyli się księża byli więźniowie obozów koncentracyjnych) podjął się ksiądz Antoni Łassa, proboszcz parafii św. Wojciecha. Na przeznaczonym pod budowę świątyni placu została postawiona tymczasowa kaplica poświęcona św. Józefowi Robotnikowi. Plac, krzyż i kaplicę poświęcił w dniu 5 grudnia 1971 roku ówczesny biskup włocławski Jan Zaręba. Przekazał również, pochodzący z podziemi bazyliki św. Piotra w Watykanie, kamień węgielny poświęcony w dniu 17 października 1971 roku przez papieża Pawła VI, w dniu beatyfikacji Maksymiliana Kolbego. Budowa dwupoziomowej świątyni połączonej z zapleczem katechetyczno-mieszkalnym, według projektu inżyniera Aleksandra Holasa, rozpoczęła się 2 maja 1973 roku. 12 sierpnia 1973 roku biskup Jan Zaręba wmurował kamień węgielny. Pierwszą pasterkę w dolnej części świątyni odprawił 24 grudnia 1974 roku biskup pomocniczy Czesław Lewandowski.
Samodzielna parafia pod wezwaniem bł. Maksymiliana Kolbego, wydzielona z terenu parafii św. Wojciecha, powstała 15 czerwca 1977 roku, a jej pierwszym proboszczem został budowniczy kościoła, ks. Antoni Łassa. Kościół został konsekrowany przez biskupa Jana Zarębę w dniu 17 października 1981 roku, w czterdziestą rocznicę męczeństwa i w dziesięciolecie beatyfikacji jego patrona.
Po 13 grudnia 1981 roku w świątyni organizowano pomoc charytatywną (głównie dzięki transportom z darami napływającymi do Polski z Zachodu). Pomagano represjonowanym hutnikom z huty Aluminium Konin oraz ich rodzinom.
W kościele odprawiano msze za Ojczyznę, z okazji rocznic patriotycznych, w intencji ludzi pracy. Poświęcano krzyże, sztandary związkowe zakładów pracy (np. Fabryki Urządzeń Górnictwa Odkrywkowego w 1985). Odprawiano także msze za internowanych i aresztowanych (np. w intencji uwięzionej za działalność polityczną Ewy Bugno-Zalskiej), w intencji poległych podczas II Wojny Światowej, w 1956, w 1970 i w 1981. Organizowano wystawy, spotkania opłatkowe dla internowanych i więzionych, pielgrzymki, m.in. do grobu prymasa Stefana Wyszyńskiego i ks. Jerzego Popiełuszki w Warszawie, do Lichenia, Częstochowy, a także na spotkania z Janem Pawłem II.
W 1989 roku przy parafii, w Ośrodku Kultury Chrześcijańskiej, powstał komitet obywatelski przygotowujący kampanię do wyborów 4 czerwca w województwie konińskim.